# Kvotring
Kvotring är ett begrepp inom ringteori.
En kvotring {\displaystyle A/I} associerad med en ring A och ett tvåsidigt ideal {\displaystyle I} är en ring på mängden av ekvivalensklasser till en ekvivalensrelation {\displaystyle R} definierad på A, där {\displaystyle R} är på formen {\displaystyle xRy\Leftrightarrow x-y\in I}. Ringoperationerna på {\displaystyle A/I} ärvs från {\displaystyle A}. 
Detta visar sig vara väldefinierat, eftersom element i samma ekvivalensklass {\displaystyle k\in A/I} alla avbildas på element i en annan ekvivalensklass {\displaystyle l\in A/I} under ringoperationerna. Om {\displaystyle A} är kommutativ är varje ideal tvåsidigt.
Man kan jämföra en kvotring med en kvotgrupp, då denna bildas på liknande sätt med en ekvivalensrelation. Där har man en normal delgrupp i stället för ett ideal.